# 조웅 (조위)
소회왕 조웅(蕭懷王 曹熊, ? ~ ?)은 조위의 추존 제후왕으로, 무제(武帝)와 무선황후(武宣皇后) 슬하의 아들이다.

## 사적
일찍 죽었다.
황초(黃初) 2년(221) 소공(蕭公)에 추봉되었다.
태화(太和) 3년(229), 작위가 왕으로 승격되었고, 생전 작위인 소회후를 높여 시호는 소회왕이라 하였다.
청룡(靑龍) 2년(234), 아들 조병(曹炳)이 뒤를 이었고 식읍이 2,500호였다. 조병은 재위 6년 만에 죽었고, 아들이 없어 봉국이 폐지되었다.

## 같이 보기
- 삼국지 인물 목록